# Erebia ligata
Erebia ligata är en fjärilsart som beskrevs av Goltz 1930. Erebia ligata ingår i släktet Erebia och familjen praktfjärilar. Inga underarter finns listade i Catalogue of Life.